# Mračno stoletje
Mračno stoletje imenujejo zgodovinarji obdobje v zgodovini papeštva, ki je s svojimi neprimernimi postopki papežev in vladarjev tej dobi vtisnilo svoj pečat. 

## Opis

### Zakaj maračno stoletje
Mračno stoletje (latinsko Saeculum obscurum)  je v ožjem pomenu izraz za obdobje papeške zgodovine, ki se je začelo z izvolitvijo Sergija III za papeža leta 904. Končalo se je šele šest desetletij pozneje, s smrtjo Janeza XII. leta 964. Izraz uporabljajo zgodovinarji deloma zaradi sorazmerno pomanjkljivih podatkov iz tega časa, vendar tudi zategadelj, ker ga takratni letopisci opisujejo kot čas, ko so bili papeži v nravnem smislu nevredni, a papeštvo je uživalo najmanj ugleda. Resni zgodovinarji menijo, da so takratni pisci bili pristranski in do Rima ter papeštva sovražno razpoloženi.
V širšem pomenu izraz uporabljamo za daljše obdobje papeške zgodovine začenši z umorom Janeza VIII. 882 pa vse do odstavitve treh tekmujočih papežev 1046. V tem širšem pomenu besede gre torej za dobo 164 let. Sam pojem je uvedel Baronius (1538–1607) . 

V tem času je papeštvo preživljalo hudo krizo. Konec 9. stoletja so Karolingi, ki so bili dotlej zaščitniki papežev, izgubili prejšnji vpliv, saj je Frankovsko cesarstvo razpadlo na tri dele; Sveto rimsko cesarstvo pa je šele nastajalo. Med tem časom so brezobzirne (nemško skrupellose) rimske ter italijanske plemiške rodbine – predvsem Tuskulani in Crescenti -  borile med seboj za vpliv na papeštvo. Zato se je od 45 takratnih papežev morala tretjina službi odpovedati, druga tretjina pa je končala v ječi ali izgnanstvu, ali pa so bili celo umorjeni. Nekateri papeži tega obdobja se niso zapletali le v nravno vprašljiva dejanja, ki niso bila primerna njihovi visoki službi, ampak so dražili javnost s svojim posebnim načinom življenja; zato to obdobje imenujejo tudi čas pornokracije.
V cerkvenem smislu pa so papeži opravljali svojo nalogo dokaj v redu in kot taki bili pri ljudstvu upoštevani in spoštovani. Čeprav je svetorimski cesar Oton vedel za nenravno življenje Janeza XII. (955–964), ga to ni nič oviralo, da se ne bi dal od njega kronati. Za protiuslugo je novi cesar potrdil veljavnost sporne Konstantinove darovnice. Odslej se je spremenil odnos med svetno in duhovno oblastjo. Škofom so slej ko prej kralji in cesarji podeljevali prstan in palice ter jih s tem uvajali v njihovo cerkveno službo (investitura). K pridobivanju cerkvenih služb se je vtihotapila simonija. 

### Verski čut vMračnem stoletju
Kljub zelo mali nravni in človeški veljavi mnogih teh papežev, ki so si sledili skozi poldrugo stoletje, je upravna ureditev papeštva nadaljeval delovanje, čeprav v počasnejšem teku. Papeška pisma so prihajala iz pisarne in bila namenjena vsem krščanskim deželam; papeži so nadaljevali z dajanjem nasvetov in ukazov kristjanom vseh stanov. Kralj in laiki niso nehali z ustanavljanjem škofij in opatij, za kar so poprej prosili za papeško dovoljenje. Za krščanstvo je bila pomembna ustanova kot taka, ne osebnost tega ali onega papeža, za katere takratni sodobniki niso kazali ravno velikega zanimanja. Še enkrat je torej obveljalo načelo, ki je razlikovalo med službo in osebo, ki ji je bila služba poverjena. V tem smislu lahko razložimo romarje, ki so se kar naprej stekali v Rim. Privlačeval jih je njegov večni čar, in možnost, da obiščejo grobove svetih apostolov Petra in Pavla, ter številne častitljive relikvije, s katerimi je bilo večno mesto bogato. Le tedaj, če upoštevamo to srednjeveško miselnost, za katero so imela merila za osebno vrednotenje mnogo manjšo pomembnost kot dandanašnji, lahko razumemo, zakaj nenravnost mnogih od teh papežev ni imela za papeštvo toliko negativnih posledic, kolikor bi si lahko predstavljali v naših dneh. 

### Po mraku zasveti luč
Med verniki in redovniki je vedno bolj naraščal odpor zoper tako prakso cesarjev in kraljev; to je pripeljalo do investiturnega boja sredi 11. in v začetku 12. stoletja, ki se je končal z gregorijansko reformo. Tako se je v zgodovini papeštva prvič – a ne poslednjič – uresničil pregovor: »Po mračnem stoletju spet luč« 

## Ocena
1. Za papeže je bilo 10. stoletje zares temačno in ga po pravici imenujemo mračno stoletje. Brez cesarske zaščite so bili velikokrat orodje v rokah rimskega in italijanskega plemstva, ki si je nadzor nad Cerkvijo pridobivalo tako, da je na njene položaje nastavljalo svoje sorodnike ali politične somišljenike. Sodobna in zanimiva kronika, ki jo je napisal nemški škof Liutprand,[6] slika pregrešnost na takratnem papeškem dvoru; vendar jo je treba brati s pridržkom, saj je bil pisec zelo protirimsko in protipapeško razpoložen in zato smemo upravičeno dvomiti, da je pisal sine ira et studio[7]. [8]
2. Za to obdobje manjkajo neodvisni in nepristranski zgodovinski viri. Večino poročil o škandalih, nasilju in razvratu v Rimu je napisal torej Liutprand. Svojemu delu je dal pomenljiv naslov Maščevanje. Ta naslov daje slutiti, da je v svojem pripovedovnju brez dvoma pretiraval in da je pač izbiral samo pikantne zgodbe, da bi se na ta način maščeval nekaterim ljudem. Pretresljivo je na primer Liutprandovo mnenje, da je bila za Langobarde, Sase in Franke najhujša zmerljivka in žalitev, če si komu rekel, da je Rimljan. V tej besedi je po njegovem mnenju izraženo vse, kar ja na tem svetu slabega, zlobnega in gnilega. Kljub Liutprandovim pretiravanjem pa je ostalo v takratni družbi še vedno dovolj slabega, kar je najedalo tudi Cerkev tako od zunaj kot od znotraj. Tako si lahko mislimo, da je to kljub pretiravanjem bil strašen čas. [9]
3. »Železno stoletje« - imenovano danes večinoma »Mračno stoletje« - je bilo res zadosti temno; toda od resničnosti so še temnejše barve, s katerimi ga »opisujejo od strastnosti in maščevalnosti prevzeti Liutprand, in po njegovih zabeležkah napisane Magdeburške centurije [10], ki so očrnile  katoliško Cerkev ter črnogledi Baronius [11]. Hefele [12] izreka o njih ostro sodbo: »Izkušnja dokazuje, da je človek nagnjen k temu, da bi kako dobo, ki je ne pozna zadosti, čim bolj črno predstavil in tako preslikal v tisto dobo temino, ki vlada v njegovi glavi.« Smemo trditi, da tako stojimo s papeško zgodovino, ki sega od vladanja Janeza VIII. pa vse do Klemena II. (872-1047). O tem času so nekdaj znali pisati le slabe in sramotne zadeve. V nasprotju s tem pa je napredujoča zgodovinska znanost mnogo podtikanj in klevet nedvomno z dokazi zavrgla ter postavila ne le eno osebnost srednjega veka v čisto luč. [13]
4. To obdobje smemo imenovati mračno tudi zaradi skoraj popolnega pomanjkanja zgodovinskih virov. Ozračje negotovosti glede tega obdobja poudarja in vključno potrjuje kriza, ki so jo preživljale takratne politične in cerkvene rimske ustanove: poročil, ki jih vsebujejo takratni seznami o Leonu V., praktično ni; žal istočasno obstaja zgodovinopisna praznina, ki je vsepovsod značilna za prvi dve desetletji X. stoletja. [14]